# Ex-Mutants
Ex-Mutants  est un jeu vidéo de plate-forme / action développé par Malibu Interactive et édité par Sega, sorti sur Mega Drive en 1992.